# Porebrice (Republika Serbska)
Porebrice (cyr. Поребрице) – wieś w Bośni i Hercegowinie, w Republice Serbskiej, w gminie Pelagićevo. W 2013 roku liczyła 344 mieszkańców.